# Ottawa (Fluss)
Der Ottawa River (englisch) oder Rivière des Outaouais (französisch), im Deutschen auch als Ottawa oder Ottawa-Fluss bezeichnet, ist ein linker Nebenfluss des Sankt-Lorenz-Stroms in Kanada. Sowohl der englische als auch der französische Flussname gelten offiziell in den beiden Provinzen Ontario und Québec, die der Fluss durchfließt bzw. an welche er grenzt.
Auf dem Großteil seiner Länge bildet er die Grenze zwischen den Provinzen Ontario und Québec. Der Fluss ist 1271 km lang, sein Einzugsgebiet beträgt ca. 146.000 km². Er entspringt in den Laurentinischen Bergen und mündet bei Montréal in den Sankt-Lorenz-Strom.

## Geographie
Den Ursprung des Flusses bildet der 430 m hoch gelegene See Lac Capimitchigama in den Laurentinischen Bergen Québecs, etwa 280 km nordwestlich von Montréal. Der Ottawa westwärts durch die dünn besiedelte Region Abitibi-Témiscamingue und passiert dabei mehrere Seen. Beim Timiskamingsee erreicht er die Grenze zu Ontario und wendet sich nach Süden.
Nach der Einmündung des Mattawa fließt der Ottawa nunmehr in südöstlicher Richtung und nimmt weitere bedeutende Nebenflüsse auf. Zwei große Flussinseln markieren den Beginn des dichter besiedelten Unterlaufs, die Isle des Allumettes (190 km²) und die Île de Grand Calumet (132 km²). Die Städte Ottawa auf der rechten und Gatineau auf der linken Flussseite bilden eine Agglomeration mit über einer Million Einwohnern. In Ottawa zweigt der Rideau Canal nach rechts ab, der nach Kingston am Ontariosee führt.
Anschließend fließt der Ottawa-Fluss weiter in Richtung Osten und wird zunehmend breiter, bis er schließlich westlich der Île de Montréal in den Lac des Deux Montagnes mündet. Vier Flussarme winden sich daraufhin durch den Hochelaga-Archipel. Zwei von ihnen erreichen nach wenigen Kilometern den südlich gelegenen Lac Saint-Louis und somit auf direktem Weg den Sankt-Lorenz-Strom. Zwei weitere sind bedeutend länger: Der Rivière des Mille Îles und der Rivière des Prairies fließen nordostwärts und bilden die Île Jésus, auf der die Stadt Laval liegt. An der Nordspitze der Île de Montréal strömen sie zusammen und münden kurz daraufhin ebenfalls in den Sankt-Lorenz-Strom.

## Geologie
Der Ottawa-Fluss liegt im Ottawa-Bonnechere-Graben, einem Grabenbruch, der sich im Mesozoikum vor 175 Millionen Jahren bildete und bis zum Nipissingsee reicht. Nach dem Rückzug der Gletscher am Ende der Würmeiszeit wurde das Tal von einem Meeresarm des Atlantischen Ozeans, dem Champlainmeer, überflutet. In Tonablagerungen aus jener Zeit wurden fossile Überreste von Meereslebewesen gefunden.
Sedimentablagerungen führten in einigen Gebieten zu schlechter Entwässerung und zur Bildung großer Moore. Darüber hinaus bildeten sich große Tonablagerungen, die als "Leda-Ton" bekannt sind. Dieser Ton ist äußerst instabil, was bei heftigem Regen zu zahlreichen Erdrutschen führt. So rutschte beispielsweise 1993 der Boden unter Lemieux (Ontario) in den South Nation River weg (der Ort war zwei Jahre zuvor vorsichtshalber evakuiert worden).

## Geschichte
Der Fluss war eine bedeutende Handelsroute für verschiedene Stämme der Algonkin, die ihn Kitchissippi („Großer Fluss“) nannten. Einer der Stämme ließ sich auf der strategisch günstigen Isle des Allumettes nieder und setzte einen Wegzoll durch. Wahrscheinlich war Étienne Brûlé 1610 der erste Europäer, der den Fluss bereiste. Drei Jahre später folgte Samuel de Champlain, der über den Ottawa und den Mattawa die Georgsbucht des Huronsees erreichte und so eine der wichtigen Routen für den Pelzhandel in Nordamerika etablierte.
Da man die Bedeutung des Oberlaufs des Sankt-Lorenz-Stroms erst später erkannte, wurden der Ottawa und der Unterlauf des Sankt-Lorenz-Stroms in den ersten Jahrzehnten zusammen als Rivière du Canada („Kanada-Fluss“) bezeichnet. Später nannte man den Fluss auch Grande Rivière oder Grande Rivière des Algonquin („Großer Fluss der Algonkin“). Ende des 17. Jahrhunderts kontrollierten die Ottawa den Zwischenhandel auf dem Fluss. Obwohl sie selbst weiter westlich am Huronsee siedelten, setzte sich ihr Name als Bezeichnung für den Fluss durch.
Die Franzosen begannen das Tal erst etwa ab 1740 zu besiedeln, die Briten etwa fünfzig Jahre später auf der Südseite. 1800 wurde Hull (heute ein Teil von Gatineau) gegründet, am Ottawa-Fluss und in den Seitentälern entwickelte sich eine blühende Forstwirtschaft. 1832 wurde der Fluss durch den Bau des Rideau Canal mit dem Ontariosee verbunden. Aus der am Kanal gelegenen Siedlung Bytown entwickelte sich die Stadt Ottawa, die 1857 zur Hauptstadt Kanadas erklärt wurde. Ab etwa 1900 verdrängte die Landwirtschaft die Holzfällerei, 1920 entstand das erste Wasserkraftwerk.

## Wasserkraftwerke und Dämme
Entlang dem Ottawa River befinden sich mehrere Wasserkraftwerke und Staudämme, die von Hydro-Québec (HQ), Ontario Power Generation (OPG), Public Works and Government Services Canada (PWGSC) und Ministère du Développement durable, de l'Environnement et des Parcs (MDDEP) betrieben werden.
Am Oberlauf in Abstromrichtung sind das:
| Name               | Fertig- stellung | Leistung [MW] | Anzahl Turbinen | hydraul. Potential [m] | Reservoir      | Betreiber |
| ------------------ | ---------------- | ------------- | --------------- | ---------------------- | -------------- | --------- |
| Barrage Bourque    | 1949             | n/a           | n/a             | n/a                    | Rés. Dozois    | HQ        |
| Rapide-7           | 1941–1949        | 67            | 4               | 20,73                  | Rés. Decelles  | HQ        |
| Rapide-2           | 1954–1964        | 67            | 4               | 20,43                  | n/a            | HQ        |
| Barrage des Quinze | 1947             | n/a           | n/a             | n/a                    | Lac des Quinze | MDDEP     |
| Rapides-des-Quinze | 1923–1955        | 103           | 6               | 25,9                   | n/a            | HQ        |
| Rapides-des-îles   | 1966–1973        | 176           | 4               | 26,22                  | n/a            | HQ        |
| Première-Chute     | 1968–1975        | 131           | 4               | 22,26                  | n/a            | HQ        |

Für das Wasserkraftwerk Première-Chute bietet Hydro-Québec Führungen an.
Am Unterlauf in Abstromrichtung sind das:
| Name                          | Fertig- stellung | Leistung [MW] | Anzahl Turbinen | hydraul. Potential [m] | Reservoir         | Betreiber          |
| ----------------------------- | ---------------- | ------------- | --------------- | ---------------------- | ----------------- | ------------------ |
| Lac-Témiscamingue             | 1940er Jahre     | n/a           | n/a             | n/a                    | Lac Témiscamingue | PWGSC              |
| Otto Holden                   | 1952–1953        | 243           | 8               |                        | n/a               | OPG                |
| Des Joachims                  | 1950             | 429           | 8               |                        | Holden Lake       | OPG                |
| Bryson                        | 1925–1949        | 56            | 3               | 18,29                  | n/a               | HQ                 |
| Chenaux                       | 1950–1951        | 144           | 8               |                        | n/a               | OPG                |
| Chute-des-Chats / Chats Falls | 1931–1932        | 188           | 8               | 16,16                  | Lac des Chats     | HQ / OPG           |
| Hull-2                        | 1920–1969        | 27            | 4               | 11,58                  | n/a               | HQ                 |
| Chaudiere No. 2               | 1892/2001        | 8,4           | 4               | 11                     | n/a               | Energy Ottawa Inc. |
| Chaudiere No. 4               | 1900/2005        | 9,3           | 2               | 10,3                   | n/a               | Energy Ottawa Inc. |
| Carillon                      | 1962–1964        | 753           | 14              | 17,99                  | n/a               | HQ                 |

Die Generatoren 2, 3, 4 und 5 des Wasserkraftwerks Chute-des-Chats
(mit einer Leistung von 96 MW) werden von Ontario Power Generation betrieben.
Die Generatoren 6, 7, 8 und 9 mit einer Gesamtleistung von 92 MW werden von Hydro-Québec betrieben.
An der Staumauer Barrage de Hull-2 (⊙) befinden sich in Ottawa die beiden Wasserkraftwerke Chaudiere No. 2 und Chaudiere No. 4. Diese wurden Anfang der 2000er Jahre erneuert und werden von Energy Ottawa Inc. betrieben.
Für das Wasserkraftwerk Carillon bietet Hydro-Québec Führungen an.